# Покорный, Карел
Карел Покорный (Покорны) (чеш. Karel Pokorný; 18 января 1891, Павлице, Австро-Венгрия (ныне район Зноймо, Южноморавского края Чешской Республики) — 14 февраля 1962, Прага) — чешский скульптор, педагог, профессор (с 1945). Народный художник ЧССР (1956). Лауреат Государственной премии ЧССР (1949, 1952, 1955). Почётный член АХ СССР (1958).
Выдающийся представитель социалистического реализма в искусстве Чехословакии.

## Биография
Изучал в Вене искусство художественной работы по металлу. Позже учился в Праге в Художественно-промышленной школе (1911—14), в 1914—1917 продолжил учëбу в Академии изящных искусств в Праге. Ученик И. В. Мысльбека. После окончания учëбы был оставлен в Академии и работал на протяжении пяти лет в качестве помощника профессора Мысльбека. С 1936 по 1939 преподавал скульптурное моделирование в Чешском техническом университете.
После окончания Второй мировой войны занимал пост профессора изящных искусств в столичной Академии изящных искусств, где он основал собственную «скульптурную школу», которую прошли 79 талантливых выпускников.
Занимал пост Президента Союза чехословацких художников.

## Творчество
Карел Покорный — продолжатель реалистических традиций чешского искусства XIX в., обратившийся к идеям социализма уже в период между двумя мировыми войнами.
Автор монументальных памятников в Праге и ряде городов Чехословакии.

## Основные произведения
- памятники погибшим шахтёрам в Лазах (1925),
- памятник жертвам катастрофы на шахте Нельсон (1936—1938),
- рельефы и памятник Аллегория победы для Национального памятника в Праге (1936—38),
- памятник «Братание» в Ческа-Тршебова (1951) и Праге (1960)
- памятник А. Ирасеку (1952)
- памятник Б. Немцовой (открыт в 1954) в Праге

## Награды
Награждён орденом Республики (1961).